# Via Condotti
La via Condotti est l'une des plus prestigieuses, élégantes, luxueuses et célèbres rues commerçantes située dans le quartier des boutiques de luxe de Rome en Italie, consacrée à la mode prêt-à-porter, la haute couture, la joaillerie et l'art italien tel que Gucci, Valentino, Versace, Bvlgari, Armani, Salvatore Ferragamo, Prada, Fendi, Laura Biagiotti, La Perla… et international Hermès, Cartier, Dior, Yves Saint Laurent…

## Historique
La Via Condotti existe depuis l'Antiquité et doit son nom actuel depuis le XVIe siècle aux conduits qui transportaient l'eau jusqu'aux thermes d'Agrippa.
Les rues de la mode à Rome sont trois rues parallèles qui convergent vers la Via del Corso en partant de la place d'Espagne (Piazza di Spagna) : Via Condotti, Via Borgognona et Via Frattina.
En 1905, Bulgari y ouvre son premier atelier au numéro 10 (d'abord nommé Old Curiosity Shop) et Guccio Gucci la première boutique de son empire au numéro 8 en 1921.

## Monuments
- Antico Caffè Greco, l'un des plus célèbres et des plus anciens de Rome (1760)
- Palazzo Magistrale (ou Palais de Malte)
- Palazzo degli Ansellini
- Palazzo Megalotti
- Eglise de la Trinité des Espagnols

## Photos

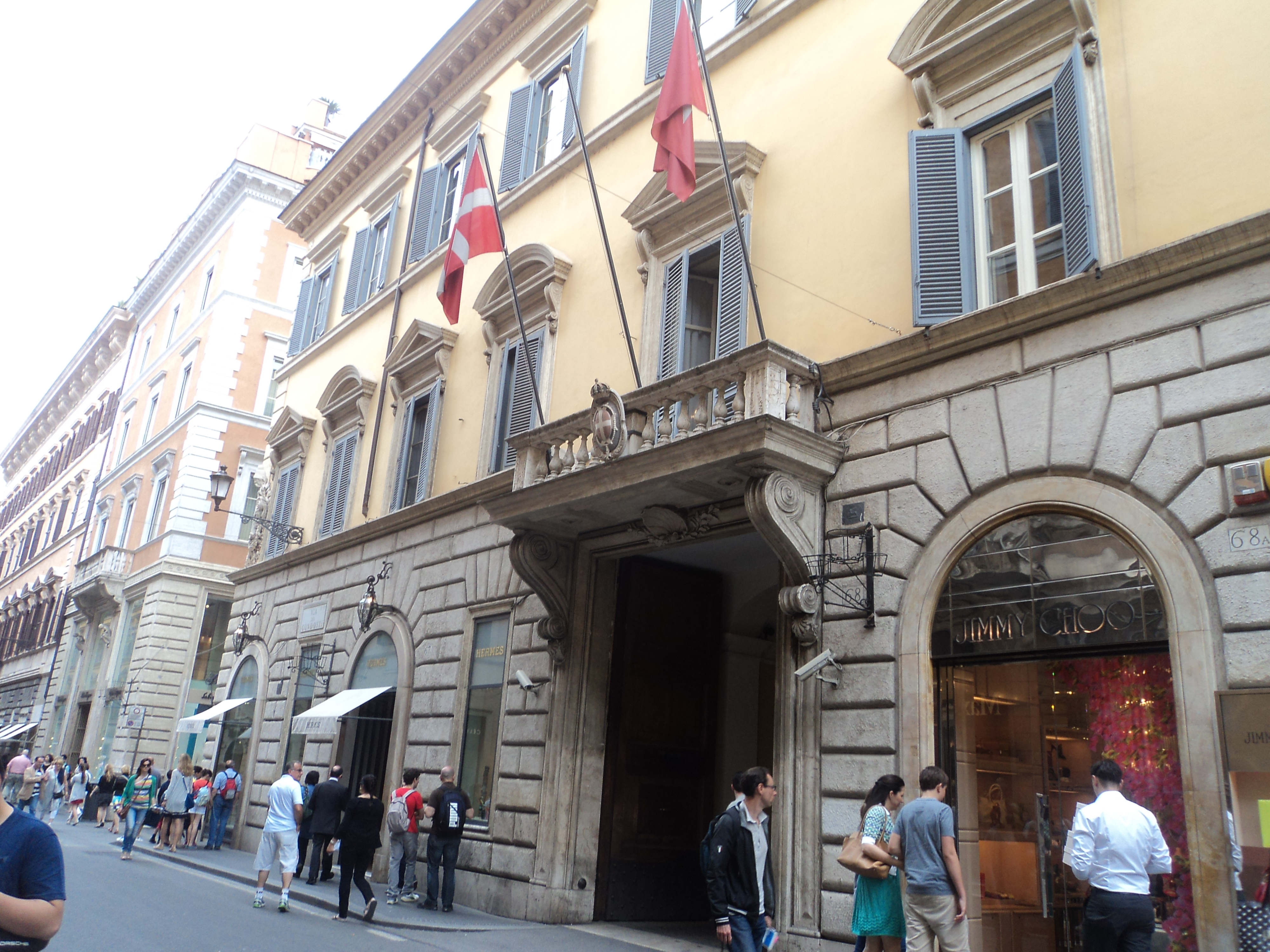
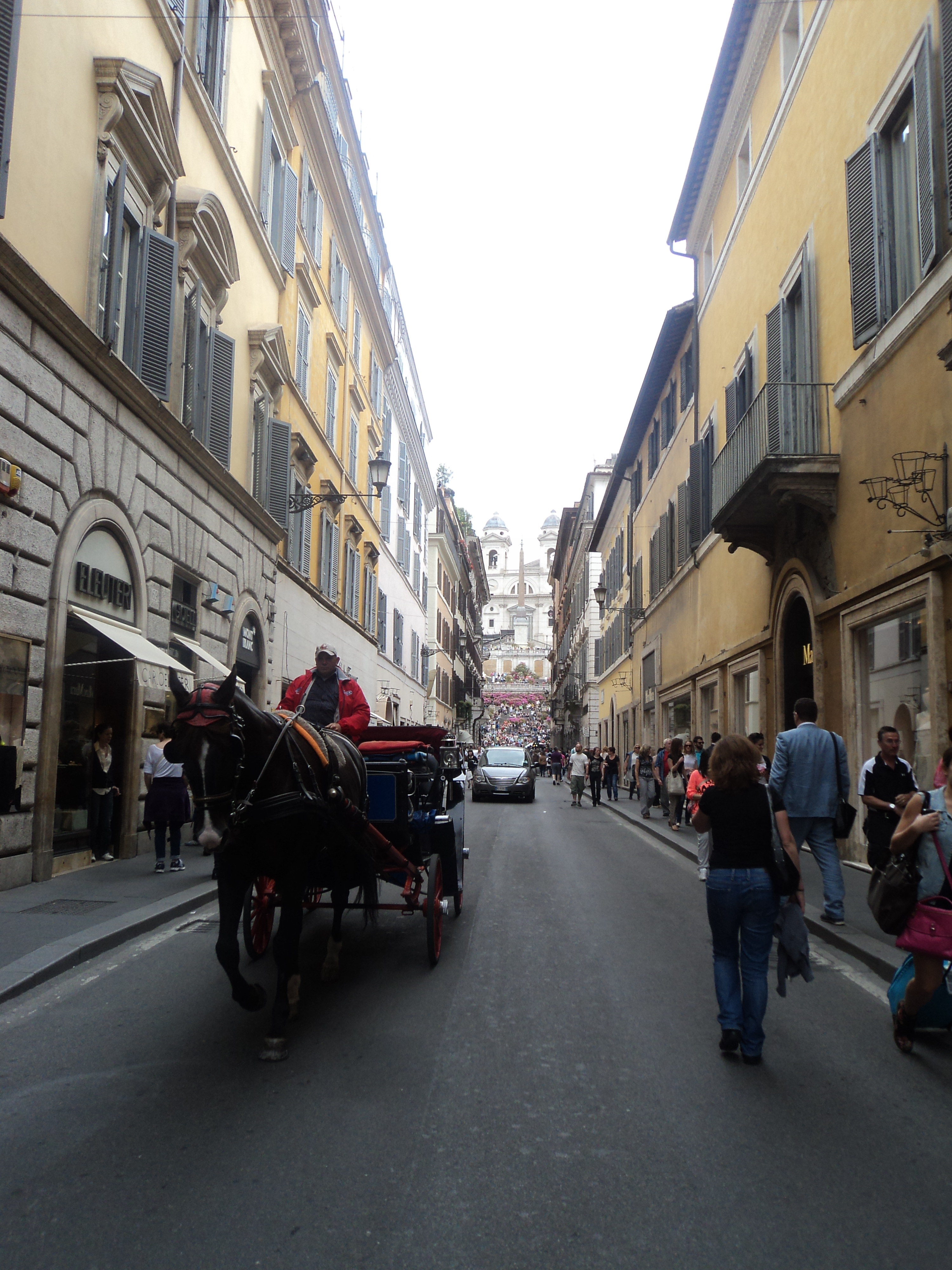
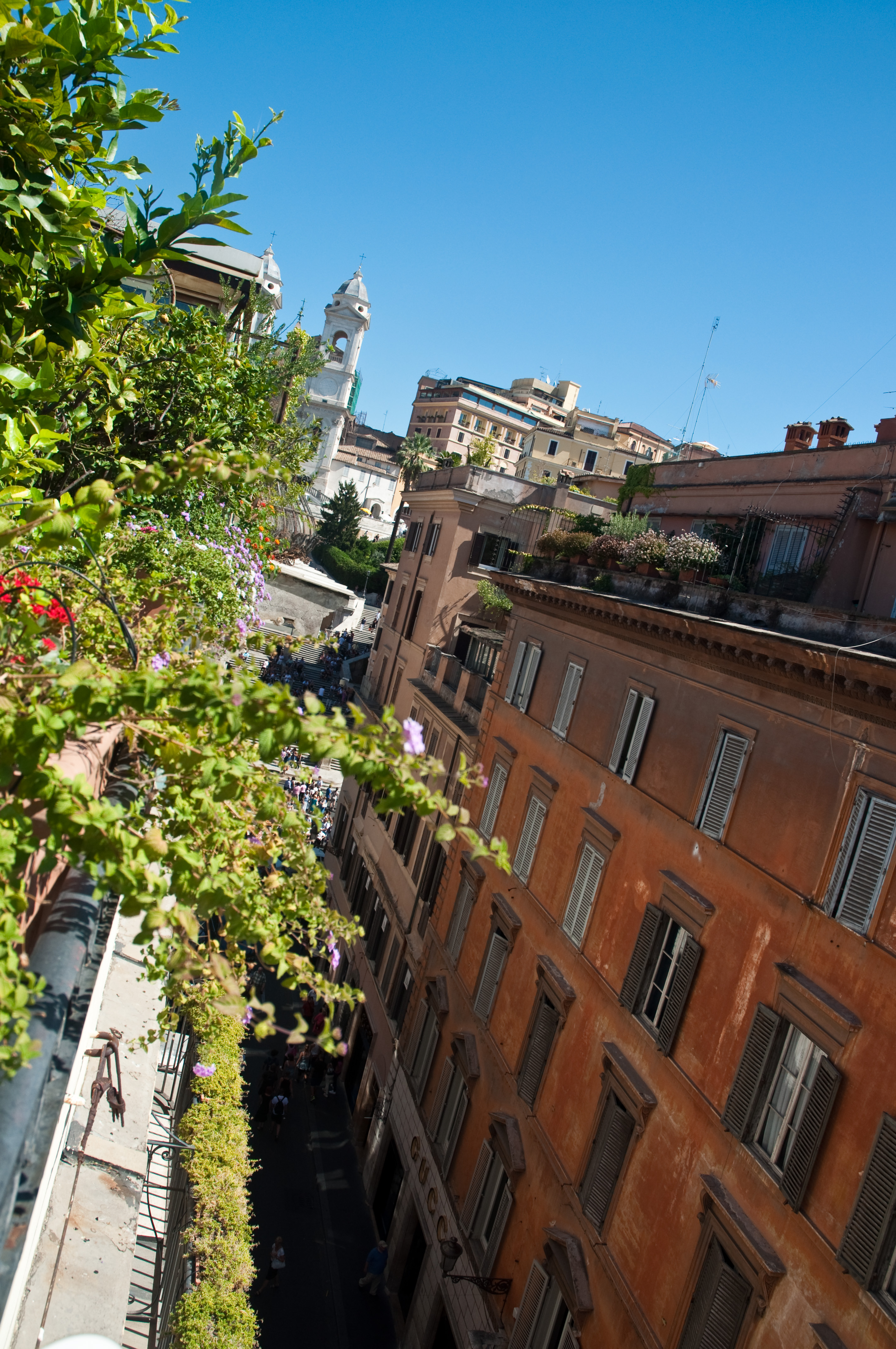